# CROz kuhinju Vojvodine
CROz kuhinju Vojvodine (CROz kuhinje Vojvodine), regionalna gastronomska kulturno-zabavna manifestacija u Petrovaradinu, čiji cilj je upoznavanje, povezivanje, objedinjavanje i promoviranje kulinarske kulture hrvatske zajednice u Vojvodini odnosno tradicijskih jela vojvođanskih Hrvata. Održava se svake godine počevši od 2018. godine i traje jedan dan. Organizira ju Hrvatsko kulturno-prosvjetno društvo Jelačić iz Petrovaradina. Specijalitete kulinarske trpeze Hrvata iz Vojvodine pripremaju i predstavljaju članovi Jelačića i gostujuća kulturno-umjetnička društva Hrvata iz Vojvodine. Gastronomsku ponudu zavičaja upotpunjuju umjetnički nastupi pratećih folklornih, glazbenih i literarnih skupina sudionika. Pokrovitelj je Središnji državni ured za Hrvate izvan Republike Hrvatske i vojvođansko Pokrajinsko tajništvo za obrazovanje, propise, upravu i nacionalne manjine – nacionalne zajednice.